# 罗伊·格劳伯
罗伊·杰·格劳伯（英語：Roy Jay Glauber，1925年9月1日—2018年12月26日），美国物理学家，哈佛大学物理学教授和亞利桑那大學光學科學兼職教授，出生於紐約市。他因“对光学相干性的量子理论的贡献”而获得一半的2005年诺贝尔物理学奖，另一半由美国科罗拉多大学的约翰·霍尔和德国慕尼黑路德维希-马克西米利安大学特奥多尔·亨施分享。他亦是搞笑諾貝爾獎頒獎典禮的掃帚保管員，總是負責清掃臺上的紙飛機。

## 生平
羅伊·格勞伯1941年畢業於布朗克斯科學高中，之後便繼續在哈佛大學读本科，在大學二年級時他被招募到洛斯阿拉莫斯實驗室之中加入曼哈頓計畫，當時他18歲，是當時參與的科學家中最年輕的一位，而他的工作是涉及計算臨界質量的原子彈。兩年後他在洛斯阿拉莫斯收到他的學士學位，於是他回到哈佛，在1946年和1949年獲得博士學位。

## 成就
他製作了光電探測的模型，並解釋不同類型光的基本特徵，例如激光燈（見相干態）以及光從燈泡（見黑體），並在1963年發表這項發現。而他的理論被廣泛的應用於量子光學。罗伊·格劳伯对于物理学最突出的贡献是提出了相干态的概念和其后的数学基础。1993年邀请上海大学的沈文达教授合作研究激光测量技术，沈文达教授的研究生甘永超受到导师们的启发于1995年发表《辐射场的内禀结构研究》，揭示“波在结构上的粒子性”，后来称之为“第三种波粒二象性”。

## 榮譽
羅伊·格勞伯的研究獲得許多榮譽，包括1985年機管局在費城富蘭克林學會的邁克爾遜獎章和美國光學學會的馬克斯玻恩獎，1996年美國物理學會的丹尼·海涅曼數學物理獎以及2005年的諾貝爾物理獎。2008年4月22日，格勞伯教授在西班牙的馬德里被授予西班牙國家研究委員會的金牌。

## 私生活
他生前住在美國馬薩諸塞州的阿靈頓。2010年4月15日阿靈頓警方抓到一名男子，他涉嫌闖入羅伊·格勞伯的家，後來被判非法入侵，但最後只是把羅伊·格勞伯諾貝爾獎杯的複製品被偷走。
羅伊·格勞伯有一個兒子、一個女兒和五個孫子。